# Дубиха (Тверская область)
Дубиха — деревня в Лихославльском районе Тверской области.

## География
Находится в центральной части Тверской области на расстоянии приблизительно 24 км на север по прямой от районного центра города Лихославль.

## История
Деревня была отмечена ещё на карте Менде как Новая с 5 дворами, состояние местности на которой соответствует 1848 году. На карте 1941 года показана как Новая Дубиха с 22 дворами. До 2021 года деревня входила в Станское сельское поселение Лихославльского района до его упразднения.

## Население
Численность населения: 11 человек (карелы 64 %, русские 36 %) в 2002 году, 7 в 2010.